# Líneas viudas y huérfanas

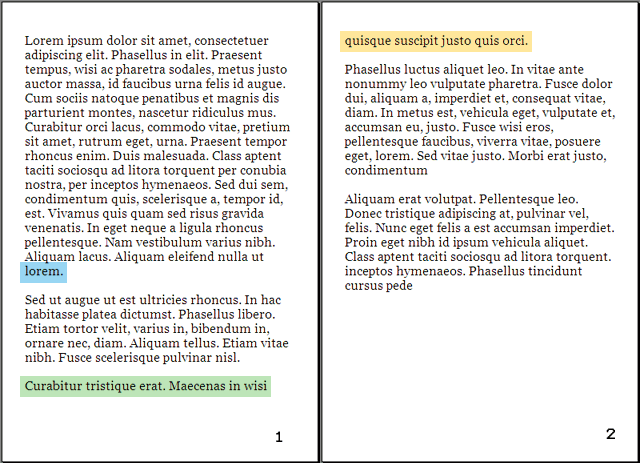
Un ejemplo de línea viuda, resaltada en amarillo.

En tipografía, las líneas viudas y huérfanas son líneas que, por quedar en una página distinta que el resto del párrafo al que pertenecen, aparecen aisladas de su contexto. La viuda es la última línea de un párrafo que aparece aislada al principio de la página siguiente. La huérfana es la primera de un párrafo que aparece aislada al final de una página.
En su Manual de diseño editorial, Jorge de Buen Unna propone una regla mnemotécnica. La viuda tiene pasado, pero no tiene futuro; la huérfana tiene futuro, pero no tiene pasado.
Los procesadores de texto tienen métodos para evitar estas incorrecciones, en sus apartados de opciones, párrafo o flujo de texto.